# Ртутьдисвинец
Ртутьдисвинец — бинарное неорганическое соединение
свинца и ртути
с формулой Pb2Hg,
кристаллы.

## Получение
- В природе встречается минерал англ. Leadamalgam — Pb2Hg [2][3].

- Сплавление стехиометрических количеств чистых веществ:

{\displaystyle {\mathsf {2Pb+Hg\ {\xrightarrow {156^{o}C}}\ Pb_{2}Hg}}}

## Физические свойства
Ртутьдисвинец образует кристаллы
тетрагональной сингонии, пространственная группа P 4/mmm, параметры ячейки a = 0,4220 нм, c = 1,517 нм,
структура типа медьзолота AuCu
.
По другим данным соединение образует кристаллы
тетрагональной сингонии, параметры ячейки a = 0,3520 нм, c = 0,4512 нм,
гранецентрированная решетка
.
Соединение образуется по перитектической реакции при температуре ≈140°C  (145°C ; 156°C ).